# Wincenty Zawisza
Wincenty Czarny Zawisza herbu Przerowa – polski dyplomata, łowczy łęczycki w latach 1758–1760 i 1763–1781. Był szambelanem Stanisława Augusta Poniatowskiego w 1764 roku.

## Życiorys
Był członkiem konfederacji generalnej 1764 roku. W 1764 roku był elektorem Stanisława Augusta Poniatowskiego z województwa łęczyckiego i posłem łęczyckim na sejm elekcyjny.
W 1744 roku nabył dobra sobockie (dziś miejscowość Sobota koło Bielawy). 
W latach 1765–1767 był polskim chargé d’affaires w Holandii. Do Hagi dotarł w maju 1765. Przebieg jego misji nie jest dokładnie znany. Wiadomo jedynie, że miał zbierać informacje gospodarcze i inspirować holenderską prasę do zaangażowania się po stronie polskich interesów.